# Cleopatra cridlandi
Cleopatra cridlandi é uma espécie de gastrópode da família Thiaridae.
Pode ser encontrada nos seguintes países: Quénia, Tanzânia e Uganda.
Os seus habitats naturais são: lagos de água doce.